# Eduroam
Eduroam (ang. Education Roaming) – sieć umożliwiająca bezpieczny roaming dla użytkowników jednostek naukowych oraz szkolnictwa wyższego. Europejska konfederacja Eduroam (konfederacji autonomicznych usług roamingu) opiera się na zestawie określonych organizacyjnych i technicznych wymagań, którą każdy członek konfederacji musi zaakceptować (poprzez podpisanie polityki Eduroam GN2-07-328) i postępować zgodnie z nią.
Nazwa Eduroam jest zarejestrowanym znakiem handlowym i powinna być traktowana jako nazwa własna.

## Historia
Eduroam został rozpoczęty w 2003 roku w ramach zadania TERENA TF-Mobility, mającego na celu zademonstrowanie możliwości połączenia infrastruktury sieci bezprzewodowych opartej na serwerach radius z technologią IEEE 802.1X dla zapewnienia roamingu w sieciach badawczych i edukacyjnych. Wstępny etap testów został przeprowadzony między pięcioma instytucjami, znajdującymi się w Holandii, Finlandii, Portugalii, Chorwacji i Wielkiej Brytanii. Później inne krajowe sieci badawcze i organizacje edukacyjne w Europie przyjęły pomysł i stopniowo zaczęły przystępować do infrastruktury, którą wówczas nazwano Eduroam. Portugalia była pierwszym krajem, w którym eduroam oraz ogólnokrajowy roaming z wykorzystaniem Eduroam dostępny był dla wszystkich niemal instytucji w ramach krajowego projektu wdrożenia sieci WiFi na początku 2003 roku.
Pierwszym pozaeuropejskim krajem, który przystąpił do Eduroam była Australia w grudniu 2004.
Z czasem Eduroam przekształcił się w federację federacji (konfederację), których federacje działają na poziomie krajowym i łączą się ze swoimi ośrodkami regionalnymi. Do chwili obecnej (styczeń 2012) istnieją dwie konfederacje: europejska oraz Azja-Pacyfik.

## Opis działania
Instytucjami uczestniczącymi są zwykle uniwersytety i inne organizacje badawcze oraz edukacyjne. Eduroam pozwala użytkownikowi należącemu do jednej instytucji uzyskać dostęp do sieci podczas wizyty w innej instytucji. W zależności od lokalnej polityki w odwiedzanych instytucji, użytkownik może również skorzystać z dodatkowych zasobów (np. drukarek).
Odwiedzający użytkownik (w instytucji partnerskiej) jest uwierzytelniany za pomocą tych samych poświadczeń (nazwy użytkownika i hasła lub klucza), jak będąc w uczelni macierzystej.

### RADIUS
Eduroam wymaga od przyłączonych serwerów RADIUS do wspierania obsługi domen (realm). W ramach jednej instytucji użytkownik może być reprezentowany po prostu przez nazwę użytkownika (login) i odpowiadające mu hasło, choć taka konfiguracja nie jest zalecana ze względu na konieczność zmiany konfiguracji w przypadku chęci skorzystania z dostępu gościnnego. Użytkownik wizytujący korzystający z Eduroam musi użyć reprezentacji identyfikatora w postaci login@realm, gdzie realm jest zwykle bardzo ściśle związane z nazwą domenową instytucji macierzystej.
Rolą hierarchii serwerów RADIUS jest przekazywanie poświadczenia użytkownika do uczelni macierzystej w celu uwierzytelniania. Serwera RADIUS w instytucji goszczącej użytkownika rozpoznaje składnik @realm i przekazuje wszystkie informacje o nie-swoich użytkownikach do serwerów RADIUS poziomu krajowego (NTLR). Serwer ten powinien posiadać kompletną listę instytucji w ramach federacji lub być w stanie przekazać zapytanie do innej (kon)federacji.

### Dostępność oraz ograniczenia
Eduroam jest dostępny głównie w Europie oraz w rejonie Azji i Pacyfiku.
W Europie serwery RADIUS najwyższego poziomu (ETLR) są obsługiwane przez:
- Holandia NREN (SURFnet)
- Dania NREN (UNI-C)

W rejonie Azji i Pacyfiku serwery RADIUS najwyższego poziomu (APTLR) są obsługiwane przez:
- Australia NREN (AARNet)
- University of Hong Kong

### Przyszłościowe prace
W chwili obecnej prowadzone są prace dotyczące standaryzacji, implementacji oraz wdrożenia bezpośrednich połączeń między serwerami RADIUS za pomocą szyfrowanych połączeń.

## Konfederacje

### Europa
Usługa Eduroam w Europie jest usługą federacyjną, działającą za pośrednictwem 36 federacji na poziomie narodowym. Uczestniczą w nich setki instytucji, które prowadzą usługę na bazie własnej infrastruktury.

- Andora
- Austria (ACONet)
- Belgia (BELNET)
- Bułgaria (BREN)
- Chorwacja (CARNet)
- Cypr (CYNET)
- Czechy (CESNET)
- Dania (UNI-C)
- Estonia (EENet)
- Francja (RENATER)
- Finlandia (FUNET)
- Niemcy (DFN)
- Grecja (GRNET)
- Węgry (HUNGARNET)
- Islandia (RHnet)
- Włochy (GARR)
- Irlandia (HEAnet)
- Izrael (IUCC)
- Łotwa (LANET)
- Litwa (LITNET)
- Luksemburg (RESTENA)
- Malta (CSC)
- Macedonia (MARNET)
- Holandia (SURFnet)
- Norwegia (UNINETT)
- Polska (PIONIER)
- Portugalia (FCCN)
- Rumunia (RoEduNet)
- Serbia (AMRES)
- Słowacja (SANET)
- Słowenia (ARNES)
- Hiszpania (RedIRIS)
- Szwecja (SUNET)
- Szwajcaria (SWITCH)
- Turcja (ULAKBIM)
- Wielka Brytania (JANET(UK))

### Azja i Pacyfik
- Australia (AARNet) – serwer regionalny
- Chiny (UESTC)
- Hongkong (Hong Kong Polytechnic University) – serwer regionalny
- Japonia (NII)
- Nowa Zelandia
- Papua-Nowa Gwinea
- Tajwan (TWAREN)

### Ameryka Północna
Nie jest ściśle konfederacją, jednakże na terenie tego kontynentu działa dużo instytucji podłączonych do sieci Eduroam.

#### Kanada
W Kanadzie Eduroam zrzesza uczelnie w prowincjach:
- Kolumbia Brytyjska
- Alberta
- Saskatchewan
- Ontario
- Quebec
- Nowy Brunszwik
- Nowa Fundlandia i Labrador

#### USA
Zrzesza kilkadziesiąt uczelni z całego kraju.